# Charlotte Dawson
Charlotte Dawson (Auckland, 8 de abril de 1966 - Woolloomooloo, 22 de febrero de 2014) fue una personalidad de televisión neozelandesa-australiana. Era conocida en su país natal por su papel como anfitriona de Getaway, How's Life?, Charlotte's Lists, y en Australia como anfitriona de The Contender Australia y como jueza en Australia's Next Top Model.

## Carrera
Dawson salió de Nueva Zelanda a los 16 años para modelar en Europa y con Ford Models en Nueva York. Una década más tarde se trasladó a Australia, donde se convirtió en un rostro familiar en la escena de la moda de Australia.

## Muerte
El 22 de febrero de 2014 a los 47 años, Dawson se suicidó en su casa del sur de Wollongong, Nueva Gales del Sur. Según se informa, un agente inmobiliario encontró su cuerpo cuando él llegó para inspeccionar la propiedad antes de su subasta. La policía confirmó que fueron llamados a la casa a las 11:18 de la mañana y que no había circunstancias sospechosas a la muerte. El primer ministro de Nueva Zelanda, John Key, dijo que estaba "sorprendido" y "entristecido" por la muerte de Dawson, mientras que el diseñador de moda de Australia Alex Perry dijo de ella "Perdimos una hermosa, brillante, excelente chica hoy".